# Puchar Kontynentalny w hokeju na lodzie
Puchar Kontynentalny (oficj. ang. IIHF Continental Cup) – coroczne rozgrywki europejskich drużyn klubowych w hokeju na lodzie. Powstał w 1997 roku po zlikwidowaniu Pucharu Europy, jednak stracił na ważności w roku 2004, gdy reaktywowano ten puchar pod nazwą Puchar Mistrzów IIHF, przez co w rozgrywkach nie biorą udziału mistrzowie lig z sześciu państw, które są sklasyfikowane najwyżej w rankingu IIHF.

## Formuła
Puchar Kontynentalny przebiega systemem turniejowym. Podzielony jest na cztery rundy - w pierwszej rundzie startują 4 najniżej rozstawione zespoły z których jeden awansuje do drugiej rundy. W tej rundzie startuje 12 drużyn podzielonych na 3 grupy, których zwycięzcy awansują do turnieju półfinałowego w którym zagra także gospodarz turnieju. Do turnieju finałowego (w którym czeka jego gospodarz i najwyżej rozstawiona drużyna) awansują dwie najlepsze drużyny.

## Edycje
| Sezon     | I miejsce                                  | II miejsce                                 | III miejsce                                | Miejsce finału                             |
| --------- | ------------------------------------------ | ------------------------------------------ | ------------------------------------------ | ------------------------------------------ |
| 1997/1998 | HC Koszyce                                 | Eisbären Berlin                            | Tampereen Ilves                            | Tampere                                    |
| 1998/1999 | HC Ambrì-Piotta                            | HC Koszyce                                 | Awangard Omsk                              | Koszyce                                    |
| 1999/2000 | HC Ambrì-Piotta                            | Eisbären Berlin                            | Ak Bars Kazań                              | Berlin                                     |
| 2000/2001 | ZSC Lions                                  | London Knights                             | Slovan Bratysława                          | Zurych                                     |
| 2001/2002 | ZSC Lions                                  | HC Milano Vipers                           | HKm Zvolen                                 | Zurych                                     |
| 2002/2003 | Jokerit                                    | Łokomotiw Jarosław                         | HC Lugano                                  | Lugano / Mediolan                          |
| 2003/2004 | Slovan Bratysława                          | HK Homel                                   | HC Lugano                                  | Homel                                      |
| 2004/2005 | HKm Zvolen                                 | Dinamo Moskwa                              | Alba Volán Székesfehérvár                  | Székesfehérvár                             |
| 2005/2006 | Łada Togliatti                             | HK Riga 2000                               | ZSC Lions                                  | Székesfehérvár                             |
| 2006/2007 | Junost' Mińsk                              | Awangard Omsk                              | Tampereen Ilves                            | Székesfehérvár                             |
| 2007/2008 | Ak Bars Kazań                              | HK Riga 2000                               | Kazcynk-Torpedo                            | Ryga                                       |
| 2008/2009 | MHC Martin                                 | Dragons de Rouen                           | HC Bolzano                                 | Rouen                                      |
| 2009/2010 | Red Bull Salzburg                          | Junost' Mińsk                              | Sheffield Steelers                         | Grenoble                                   |
| 2010/2011 | Junost' Mińsk                              | Red Bull Salzburg                          | SonderjyskE Vojens                         | Mińsk                                      |
| 2011/2012 | Dragons de Rouen                           | Junost' Mińsk                              | Donbas Donieck                             | Rouen                                      |
| 2012/2013 | Donbas Donieck                             | Mietałłurg Żłobin                          | Dragons de Rouen                           | Donieck                                    |
| 2013/2014 | Stavanger Oilers                           | Donbas Donieck                             | Asiago Hockey                              | Rouen                                      |
| 2014/2015 | Nioman Grodno                              | Fischtown Pinguins                         | Ducs d’Angers                              | Bremerhaven                                |
| 2015/2016 | Dragons de Rouen                           | Herning Blue Fox                           | GKS Tychy                                  | Rouen                                      |
| 2016/2017 | Nottingham Panthers                        | Bejbarys Atyrau                            | Odense Bulldogs                            | Ritten                                     |
| 2017/2018 | Junost' Mińsk                              | Nomad Astana                               | Sheffield Steelers                         | Mińsk                                      |
| 2018/2019 | Arłan Kokczetaw                            | Belfast Giants                             | GKS Katowice                               | Belfast                                    |
| 2019/2020 | SønderjyskE Ishockey                       | Nottingham Panthers                        | Nioman Grodno                              | Vojens                                     |
| 2020/2021 | Edycja odwołana z powodu pandemii COVID-19 | Edycja odwołana z powodu pandemii COVID-19 | Edycja odwołana z powodu pandemii COVID-19 | Edycja odwołana z powodu pandemii COVID-19 |
| 2021/2022 | Cracovia                                   | Saryarka Karaganda                         | Aalborg Pirates                            | Aalborg                                    |
| 2022/2023 | HK Nitra                                   | Ducs d’Angers                              | Cardiff Devils                             | Angers                                     |
| 2023/2024 | Nomad Astana                               | Herning Blue Fox                           | Cardiff Devils                             | Cardiff                                    |

## Udział polskich drużyn
W Pucharze Kontynentalnym prawo występu ma jedna drużyna z Polski (Mistrz Polski). Do 2004 w Pucharze Kontynentalnym startowały dwie drużyny z Polski (Mistrz i Wicemistrz Polski).
W edycjach 2006/07, 2008/09, 2009/10, 2010/11, 2011/12, 2013/14, 2019/20 Polskę reprezentowała drużyna Cracovii (w dwóch pierwszych przypadkach i ostatnim osiągnęła II rundę, w trzech kolejnych dotarła do III rundy, a w ostatnim zajęła 4. miejsce w Superfinale. W edycji 2010/11 krakowski zespół zastąpił ówczesnego mistrza Polski, drużynę Podhala Nowy Targ (który wskutek zawieszenia działalności nie wystąpił w PK). W sezonie 2012/2013 Polskę reprezentowała drużyna Ciarko PBS Bank KH Sanok (po raz pierwszy w europejskich pucharach w historii klubu), która wystąpiła i odpadła w III rundzie. W edycji 2015/16 polski przedstawiciel, GKS Tychy, jako pierwszy reprezentant Polski dotarł do Superfinału PK. Tym samym ten zespół zakwalifikował się do edycji PK 2016/2017 będąc aktualnym wicemistrzem Polski. W sezonie 2018/2019 do turnieju finałowego awansował Tauron KH GKS Katowice. W edycji 2021/2022 triumfatorem rozgrywek została Cracovia, zdobywając trofeum po raz pierwszy w historii polskiego hokeja na lodzie.